# 朝長啓造
朝長 啓造（ともなが けいぞう、1964年 - ） は、日本のウイルス学者。京都大学医生物学研究所教授。

## 人物・経歴
福岡県生まれ。1983年福岡大学附属大濠高等学校卒業。1990年鹿児島大学農学部獣医学科卒業。1994年東京大学大学院農学系研究科獣医学専攻博士課程修了、博士（獣医学）、東京大学大学院農学系研究科博士研究員（日本学術振興会特別研究員）。1995年タフツ大学医学部博士研究員（日本学術振興会海外特別研究員）。1997年タフツ大学学部博士研究員（アメリカ白血病協会特別研究員）。1998年北海道大学免疫科学研究所助手。1999年大阪大学微生物病研究所助手。2000年助教授。2011年京都大学ウイルス研究所教授。2012年京都大学ウィルス研究所（現：医生物学研究所）附属感染症モデル研究センター長。2022年京都大学医生物学研究所副所長。

## 受賞
- 1994年 日本獣医学会大会長賞
- 1994年 日本獣医学会奨励賞
- 2002年 日本ウイルス学会杉浦奨励賞
- 2017年 野口英世記念医学賞

## メディア出演
- サイエンスZERO（NHK 2020年7月12日）
- BS1スペシャル（NHK 2020年6月11日）